# Horní Mrzatec
Horní Mrzatec je přírodní památky ve správních územích obcí Mrákotín a Lhotka v okrese Jihlava v Kraji Vysočina. Předmětem ochrany je oligotrofní rybník s výskytem vzácných druhů, zejména pobřežnice jednokvěté, skokana ostronosého (Rana arvalis) a blatnice skvrnité.

## Historie
Rybník slouží k extenzivnímu chovu ryb a je součástí soustavy rybníků na potoce Myslůvka. V roce 2012 byla na tomto území vyhlášena evropsky významná lokalita a v prosinci roku 2015 pak samotná přírodní památka.

## Fauna a Flóra
Fauna území zahrnuje významná společenstva obojživelníků, například rosničku zelenou (Hyla arborea), skokana ostronosého (Rana arvalis), blatnici skvrnitou (Pelobates fuscus) a čolka obecného (Lissotriton vulgaris). Mezi významné zástupce ptáků patří potápka roháč (Podiceps cristatus), moták pochop (Circus aeruginosus), chřástal vodní (Rallus aquaticus) a příležitostně i čáp černý (Ciconia nigra).
Flóra je bohatá na mokřadní a rašeliništní vegetaci, s typickými druhy jako vachta trojlistá (Menyanthes trifoliata), mochna bahenní (Comarum palustre), prstnatec májový (Dactylorhiza majalis), pobřežnice jednokvětá (Littorella uniflora), bahnička vejčitá (Eleocharis ovata) či úpor trojmužný (Elatine triandra). Ve vlhkých částech území rostou i vzácné mechorosty jako měřík oválný (Plagiomnium ellipticum) a ploník bažinný (Polytrichum uliginosum). Cenná jsou i přechodová rašeliniště s výskytem kozlíku dvoudomého (Valeriana dioica) či starčku potočního (Tephroseris crispa).